# Marsilio Editori
La Marsilio Editori S.p.A. è una casa editrice italiana, parte del gruppo Feltrinelli dal 2020.
Dal 2011 controlla il marchio Sonzogno e dal 2022 Marsilio Arte.

## Storia
La casa editrice nasce il 23 febbraio 1961 per iniziativa di alcuni giovani laureati dell'Università di Padova: Giulio Felisari, Toni Negri, Paolo Ceccarelli e Giorgio Tinazzi. Il nome è un omaggio a Marsilio da Padova, filosofo del XIV secolo, pensatore e giurista ghibellino.
(Cesare De Michelis)
Inizialmente specializzata in saggistica, nel 1965 con l'entrata nel capitale della società di Cesare De Michelis e del fratello Gianni diventa società per azioni e apre a nuovi soci: nel 1969 passa sotto la guida di Cesare, che già collaborava alla casa editrice, sviluppa la saggistica di riflessione politica e culturale e apre il catalogo alla narrativa italiana, puntando soprattutto sui giovani autori e sulla pubblicazione dei grandi classici.
Dopo la crescita negli anni ottanta, nel decennio successivo la società subisce un brusco rallentamento, correlato alla crisi politica del Partito Socialista Italiano, al quale era legata la famiglia De Michelis. Grazie all'apporto di nuovi soci e del capitale della famiglia Bassetti, la società si rinnova e nel luglio 2000 si unisce al gruppo Rizzoli, pur mantenendosi indipendente nelle sue scelte editoriali: Cesare De Michelis è nominato presidente. La crescita aziendale seguita al successo editoriale dei gialli svedesi ha portato all'inizio del 2010 a rilevare lo storico marchio Sonzogno da RCS Libri.
Dopo essere stata acquistata (insieme all'intero settore libri di RCS Mediagroup) da Mondadori nell'aprile 2016, viene comprata da GEM Srl (società della famiglia De Michelis) per il 94% il 26 luglio dello stesso anno per un corrispettivo pari a 8,9 milioni. L'operazione di cessione era stata richiesta dall'Autorità Garante della Concorrenza e del Mercato per evitare la concentrazione del mercato librario da parte di Arnoldo Mondadori Editore. Il 20 ottobre 2017 il Gruppo Feltrinelli acquisì il 40% della casa editrice, con l'accordo che la quota detenuta sarebbe salita al 55% entro il 2019, subordinato alla condivisione di competenze e know-how specifici nelle scelte editoriali, la promozione dei prodotti editoriali Marsilio da parte del Gruppo Feltrinelli e l’affidamento delle attività di distribuzione ad MF, joint venture tra Feltrinelli e Messaggerie Italiane.
Marsilio e Sonzogno coprono l'1% del mercato librario italiano. In cinquant'anni dalla sua fondazione Marsilio ha pubblicato oltre 6.000 titoli, dei quali 2.500 ancora in listino, e propone ogni anno circa 150 novità.
La casa editrice è stata premiata nel 2014 con il premio Compasso d'oro ADI per il libro di Stefano Micelli: Futuro Artigiano. L’innovazione nelle mani degli italiani.
Nel luglio 2020 la partecipazione della Feltrinelli nel capitale sociale sale dal 40 al 55%.

## Produzione editoriale

### Narrativa, saggistica, grandi classici
Stabilmente insediata nel centro storico di Venezia, ha un catalogo di oltre 4000 titoli e collane specializzate in diversi settori: 
- narrativa italiana e straniera (collana Romanzi, Farfalle, Specchi, Lucciole, PassaParola)
- i grandi classici (Letteratura universale Marsilio - LUM)
- la saggistica contemporanea (Nodi, Ancora, Cartabianca)
- la ricerca e la saggistica universitaria (Biblioteca, Elementi, Ricerche, Saggi).

Attualmente Fabio Ferlin è direttore editoriale, Chiara Valerio è responsabile della narrativa italiana, Francesca Varotto della narrativa straniera, Michele Fusilli della saggistica. 
Della collana Farfalle ha riscosso particolare successo la serie di gialli svedesi denominata Giallosvezia, con autori best seller quali Henning Mankell, Camilla Läckberg, Liza Marklund, Åsa Larsson e soprattutto Stieg Larsson, autore della celebre Millennium Trilogy proseguita nel 2015 da David Lagercrantz.
Di particolare interesse l'attenzione dedicata da Marsilio al cinema, attraverso la produzione di vari volumi e in particolare la monumentale Storia del cinema italiano in 14 volumi, edita in collaborazione con le edizioni di Bianco e nero e il Centro sperimentale di cinematografia, attorno alla quale si sono raccolti tutti i più importanti critici cinematografici.

### Cataloghi e grandi libri illustrati
Completano la produzione editoriale i libri illustrati, i cataloghi di mostra e le guide d’arte realizzati in un rapporto privilegiato con istituzioni culturali, italiane e internazionali, di grande rilievo quali la Fondation François Pinault, Fondazione Palazzo Strozzi di Firenze, Casa dei Tre Oci di Venezia, la Fondazione Musei Civici Veneziani, le Gallerie dell'Accademia di Venezia, il Centro Internazionale di Studi di Architettura Andrea Palladio di Vicenza, il Teatro Olimpico di Vicenza, la Fondazione Pitti Discovery di Firenze, il Kunsthistorisches Institut di Firenze, il Museo MAXXI di Roma, La Biennale di Venezia, il Barbican Museum di Londra, e la National Gallery of Art di Washington.